# Rommert Boonstra
Rommert (Rom) Boonstra (Groningen, 7 april 1942) is een Nederlands kunstcriticus, bestuurder, fotograaf, dichter, en docent.

## Levensloop
Boonstra is geboren en getogen in de stad Groningen, waar hij na het Gymnasium B begon met de studie kunstgeschiedenis aan de Rijksuniversiteit Groningen. Na een paar jaar brak hij in 1966 zijn studie af en begon als recensent beeldende kunst voor het Nieuwsblad van het Noorden.
Van 1969 tot 1972 was Boonstra directeur van schouwburg De Kolk te Assen, waar hij verwikkeld was in felle controverses. In 1972 werd hij directeur van Arts Lab De Lantaren in Rotterdam, dat zich richtte op veelal experimenteel theater en dans, naast film, klassieke muziek, popmuziek, literatuur en poëzie. Het 'laboratorium' werd gedragen door de dagelijkse openbare aanwezigheid van de Grafische Werkplaats en de Video- en Filmwerkplaats. De Lantaren was daarmee één der pronkstukken van de Rotterdamse Kunststichting. Een unieke en succesvolle plek die nergens zijn gelijke vond. Het theater aan de Gouvernestraat 133 in het centrum van Rotterdam was tevens de geboorteplek van Film Festival Rotterdam, (1972) en werd na enige tijd met filmzaal 't Venster uitgebreid tot LantarenVenster. Boonstra begint in die tijd te schrijven in het Elsevier Weekblad.
Van 1976 tot 1978 is Boonstra gevloerd door een ernstige virusinfectie, het syndroom van Guillain-Barré. Hij richt zich na zijn wederopstanding op fotografie en dichten. Hij neemt afscheid van LantarenVenster, waarvoor hij nog een laatste project organiseerde: het Ongelukkige Liefde Festival.
In de opvolgende decennia exposeert hij regelmatig in binnen- en buitenland onder andere in Galerie Perspektief en Galerie Fotomania in Rotterdam, Galerie Torch in Amsterdam, en Studio 666 in Parijs.
Boonstra schreef verder over kunst en fotografie in Elseviers Magazine en in het tijdschrift Avenue. Hij voerde foto- en illustratie-opdrachten uit voor onder andere de Avenue, NRC Handelsblad, en de Nederlandse Spoorwegen. Van 1986 tot 1991 was hij docent fotografie aan de Rijksakademie voor Beeldende Kunsten te Amsterdam, en vanaf 1961 docent fotografie verbonden aan de Hogeschool voor de Kunsten te Utrecht.

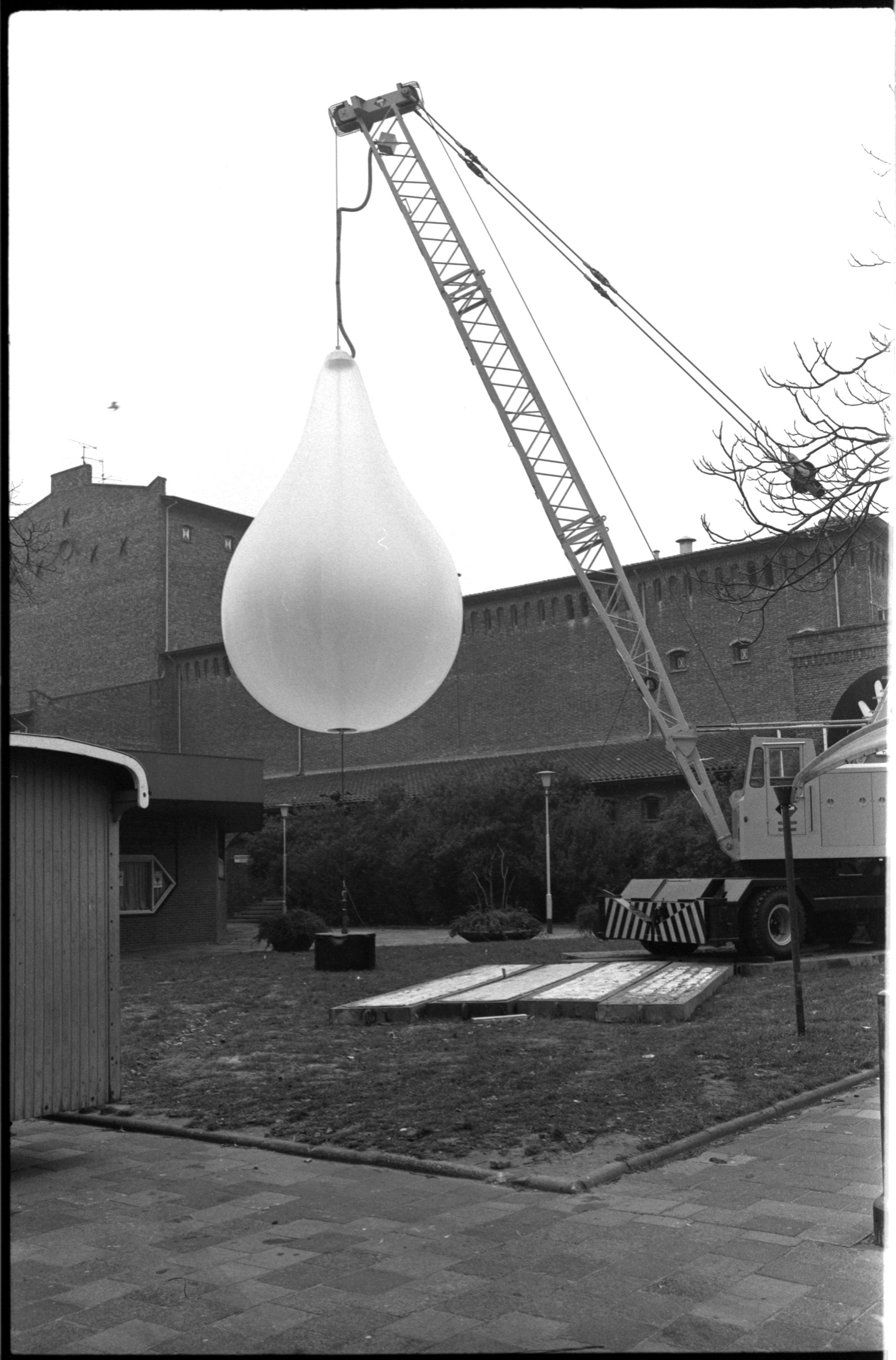
Traan en treurige hijskraan bij de Rotterdamse Schouwburg. Een kunstproject van Rom Boonstra uit 1977.

## Werk
Boonstra wordt beschouwd als een van de grondleggers van de geënsceneerde fotografie in Nederland. Een voorbeeld hiervan is de uitgave Natura ex machina. 
Zijn poëzie ontstond vaak tijdens het maken van wandelingen. Het landschap, vaak dat van Bourgondië, staat centraal in zijn werk. Ook zijn commentaar bij de foto's is van dichterlijk gehalte.

## Werken

### Tentoonstellingen, een selectie
- 1985. Rommert Boonstra en Ruurd van der Noord, Galerie perspectief, Rotterdam. Duo-expositie met Ruurd van der Noord .[7]

### Boeken, een selectie
- Eddie Marsman. Rommert Boonstra: fotografie-opdracht gemeente Groningen, 1995.
- Rommert Boonstra. Natura ex machina: een collectie in scène gezet. 1998.
- Rommert Boonstra. Rommert Boonstra: Metamorfoses, het theater van de communicatie. 2003.
- Rommert Boonstra. Beyond Photography: Imagination and Photography. 2008.

### Dichtbundels
- Het scheppen van een nutteloos verleden, Manteau, Antwerpen, 1985
- De geschiedenis van het vergeten, Triona Pers, Houwerzijl, mei 2001

Verder zijn in diverse bloemlezingen gedichten van Rommert Boonstra opgenomen.